# Корралес, Диего
Диего Корралес (англ. Diego Corrales, 25 августа 1977 года, Сакраменто, США —7 мая 2007 года, Лас-Вегас, США) — американский боксёр-профессионал, выступавший во второй полулегкой (Super Featherweight) весовой категории. Экс-чемпион мира по версиям МБФ (IBF), ВБО (WBO), ВБС (WBC). Обладал нетипичными для своей весовой категории данными: рост 179 см.

## Любительская карьера
В 1995 году Корралес выступил на чемпионате мира в Берлине, где в первом же круге проиграл хозяину турнира Марко Рудольфу. На протяжении первых двух раундов соперник прессинговал Диего, атакуя джебом и «двойками». Американец действовал в контратакующей манере, стараясь уйти от передней руки оппонента и встретить его серией быстрых лёгких ударов. В стартовом раунде Рудольф оказался точнее (4:2). Однако во второй трёхминутке Корралес стал продуктивнее защищаться корпусом, частично нейтрализовал выверенный джеб немецкого боксёра и провёл несколько результативных атак. Успехи американца позволили ему сравнять счёт поединка. Но в концовке раунда Рудольф перестроился и сделал ставку на одиночные правые прямые. Два акцентированных попадания Марко справа помогли ему сохранить преимущество в счёте перед завершающим раундом (7:5). В начале третьего отрезка боя немец вновь достал Корралеса джебом и правым прямым. Все оставшееся до финального гонга время Диего провёл в атаке, но Рудольф так и не позволил ему нанести ни единого чистого удара. В итоге американец уступил по очкам со счётом 5:10..

## Профессиональная карьера

### 1996—2000
Дебютировал на профессиональном ринге в марте 1996 года.
В октябре 1999 года нокаутировал в 7-м раунде небитого Роберто Гарсию.

#### 2000-03-18Диего Корралес —Деррик Гейнер
- Место проведения:  ЭмДжиЭм Гранд, Лас-Вегас, Невада, США
- Результат: Победа Корралеса техническим нокаутом в 10-м раунде в 12-раундовом бою
- Статус: Чемпионский бой за титул WBC во 2-м полулёгком весе (2-я защита Корралеса)
- Рефери: Джей Нейди
- Счет судей: Майк Глиенна (19-19), Билл Грэхем (19-19), Джерри Рот (19-19)
- Время: 1:50
- Вес: Корралес 59,00 кг; Гейнер 59,00 кг
- Трансляция: HBO
- Счёт неофициального судьи: Харольд Ледерман (18-20 Гейнер)

В марте 2000 года Корралес вышел на ринг против друга Роя Джонса Деррика Гейнера. В середине 3-го раунда Корралес левым хуком послал Гейнера в нокдаун. Гейнер встал на счет 10. Корралес сразу принялся его добивать. Он прижал его у канатов и обрушил град ударов. Гейнер вновь упал. Он встал на счет 8 и выразил готовность продолжать бой. Однако рефери Джей Нейди остановил поединок. Решение было спорным.

### 2001
В сентябре Корралес в 3-м раунде нокаутировал Энджела Манфреди.

#### 20 января 2001Флойд Мейвезер —Диего Корралес
- Место проведения:  ЭмДжиЭм Гранд, Лас-Вегас, Невада, США
- Результат: Победа Мейвезера техническим нокаутом в 10-м раунде в 12-раундовом бою
- Статус: Чемпионский бой за титул WBC во 2-м полулёгком весе (6-я защита Мейвезера)
- Рефери: Ричард Стил
- Счет судей: Джерри Рот (90-79), Джон Кин (90-78), Анек Хонгтонгкам (89-79) — все в пользу Мейвезера на момент остановки
- Время: 2:19
- Вес: Мейвезер 58,97 кг; Корралес 59,00 кг
- Трансляция: HBO
- Счёт неофициального судьи: Харольд Ледерман (90-79 Мейвезер)

В январе 2001 года состоялся поединок Диего Корралеса и Флойда Мейвезера. Мейвезер устроил избиение противника. 5 раз Корралес оказывался в нокдауне. В 10 раунде после очередного нокдауна угол Корралеса выбросил полотенце. Это было 1-е поражение Чико.

### 2001—2004
В октябре 2003 года Корралес встречался с беглым кубинцем Хоэлем Касамайором. В 6 раунде из-за травмы Корралеса бой был остановлен и победу техническим нокаутом присудили кубинцу.
В марте 2004 года состоялся реванш Корралес — Касамайор. На этот раз бой прошёл все отведённые 12 раундов. Спорным раздельным решением победу отдали Корралесу.

#### 7 августа 2004Диего Корралес —Аселино Фрейтас
- Место проведения:  Фоксвуд Ресорт, Машантакет, Коннектикут, США
- Результат: Победа Корралеса техническим нокаутом в 10-м руанде в 12-раундовом бою
- Статус: Чемпионский бой за титул WBO во лёгком весе (1-я защита Фрейтаса)
- Рефери: Майк Ортега
- Счет судей: Том Казмарек (83-85 Фрейтас), Мельвина Латан (85-84 Корралес), Кларк Саммартино (85-83 Корралес)
- Время: 1:24
- Вес: Корралес 61,20 кг; Фрейтас 61,00 кг
- Трансляция: Showtime
- Счёт неофициальных судей: Грег Леон (76-77 Фрейтас), Франклин Макнейл (73-78 Фрейтас), Терри Прайс (76-76) — оценки после 8-го раунда

В августе 2004 года Корралес вышел на ринг против небитого бразильца Аселино Фрейтаса. Поначалу чемпион имел преимущество, однако с середины боя претендент перехватил инициативу. В середине 5-го раунде Корралес левым боковым попал в челюсть Фрейтасу. У того выпала капа. Рефери приостановил бой, и возобновил его лишь после того как капу вставили бразильцу обратно. В 8-м раунде претендент прижал чемпиона в канатам и начал бомбить. Один из левых хуков пришёлся точно в челюсть. Фрейтас упал. При падении у него выпала капа. Фрейтас сразу же поднялся. Рефери приостановил бой и предупредил Фрейтаса, сказав, что в следующий раз снимет с него очко за поднобное нарушение. В конце 9-го раунда Фрейтас атаковал Корралеса. Корралес в контратаке хуком справа попал точно в челюсть бразильцу. Фрейтас вновь упал, и вновь у него выпала капа. Бразилец сразу встал. Рефери снял с него очко, сказав, что в следующий раз за подобное нарушение дисквалифицирует. В 10-м раунде Корралес зажал Фрейтаса в углу и левым хуком в голову отправил его в нокдаун. На этот раз Фрейтас держал капу во рту. Он сразу же встал, но на вопрос рефери о готовности продолжать бой произнес знаменитую фразу Роберто Дурана «no mas» (нет больше). Рефери остановил бой.

### 2005 год

#### 7 мая 2005Диего Корралес —Хосе Луис Кастильо
- Место проведения:  Мандалей Бей Ресорт энд Казино, Лас-Вегас, Невада, США
- Результат: Победа Корралеса техническим нокаутом в 10-м раунде в 12-раундовом бою
- Статус: Чемпионский бой за титул WBC в лёгком весе (3-я защита Кастильо); чемпионский бой за титул WBO в лёгком весе (2-я защита Корралеса)
- Рефери: Тони Уикс
- Счет судей: Дэниел ван дель Вил (86-85 Корралес), Лу Морет (84-87 Кастильо), Пол Смит (84-87 Кастильо)
- Время: 2:06
- Вес: Корралес 61,20 кг; Кастильо 61,20 кг
- Трансляция: Showtime

В мае 2005 года состоялся бой Хосе Луиса Кастильо против Диего Корралеса. Это было очень упорный бой двух очень сильных легковесов. В 10-м раунде Кастильо послал Корралеса на настил. Корралес выплюнул капу, тем самым получил несколько лишних секунд для передышки. Через несколько секунд после продолжения боя Кастильо вновь послал в нокдаун Корралеса. Корралес опять выплюнул капу. За это рефери снял с него очко. Казалось, что Корралес держится на честном слове. Однако после продолжения боя началась обоюдная рубка, в которой Корралес начал забивать Кастильо и рефери остановил бой. «Unbelievable!» — кричали комментаторы телеканала Showtime. Бой получил статус «Бой года» по версии журнала «Ринг», а 10-й раунд — «раунд года».
Исход боя был спорным. Действия рефери (не дисквалифицировал боксёра) и Корралеса (выплевывал капу) подверглись критике. Руководство WBC обязало Корралеса дать реванш Кастильо.

#### 8 октября 2005Хосе Луис Кастильо —Диего Корралес (2-й бой)
- Место проведения:  Томас энд Мэк Центр, Лас-Вегас, Невада, США
- Результат: Победа Кастильо нокаутом в 4-м раунде в 12-раундовом бою
- Статус: Рейтинговый бой
- Рефери: Джо Кортес
- Время: 0:47
- Вес: Кастильо 61,20 кг; Корралес 62,80 кг
- Трансляция: Showtime PPV

В октябре 2005 года состоялся 2-й бой Кастильо против Диего Корралеса. Кастильо не смог уложиться в лимит своей весовой категории. По этой причине на бой не были выставлены титулы. В 4-м раунде Кастильо нокаутировал Корралеса.

### 2006—2007
В 2006 году планировался 3-й решающий бой этих бойцов. Однако Эль Темибле вновь не уложился в лимит. На этот раз бой отменили. Хосе Луис Кастильо был насильно переведён на категорию выше.
В октябре 2006 года состоялся 3-й бой между Корралесом и Касамайором. На этот раз небесспорным раздельным решением победил Касамайор.

#### 7 апреля 2007Диего Корралес —Джошуа Клотти
- Место проведения:  Шрайн Моску, Спрингфилд, Миссури, США
- Результат: Победа Клотти единогласным решением в 10-раундовом бою
- Статус: Рейтинговый бой
- Рефери: Майк Ингланд
- Счет судей: Джерри Гриффин (87-100), Лео Джонсон (89-98), Дэвид Сазерленд (90-97) — все в пользу Клотти
- Вес: Корралес 67,60 кг; Клотти 67,60 кг
- Трансляция: Showtime

В 2007 году Корралес поднялся на 2 весовые категории вверх. В апреле того же года он встретился с Джошуа Клотти. Клотти уверенно доминировал весь бой, а в 9 и 10 раундах посылал Корралеса в нокдаун. Корралес, как в первом бою с Кастильо, дважды во время нокдаунов выплевывал капу. Во 2-м случае рефери снял с него очко.

## Гибель
Погиб 7 мая 2007 года в автомобильной катастрофе. Ночью 7 мая, приблизительно в 10 вечера, Корралес на своем мотоцикле на высокой скорости столкнулся с автомобилем.